# António de São José de Castro

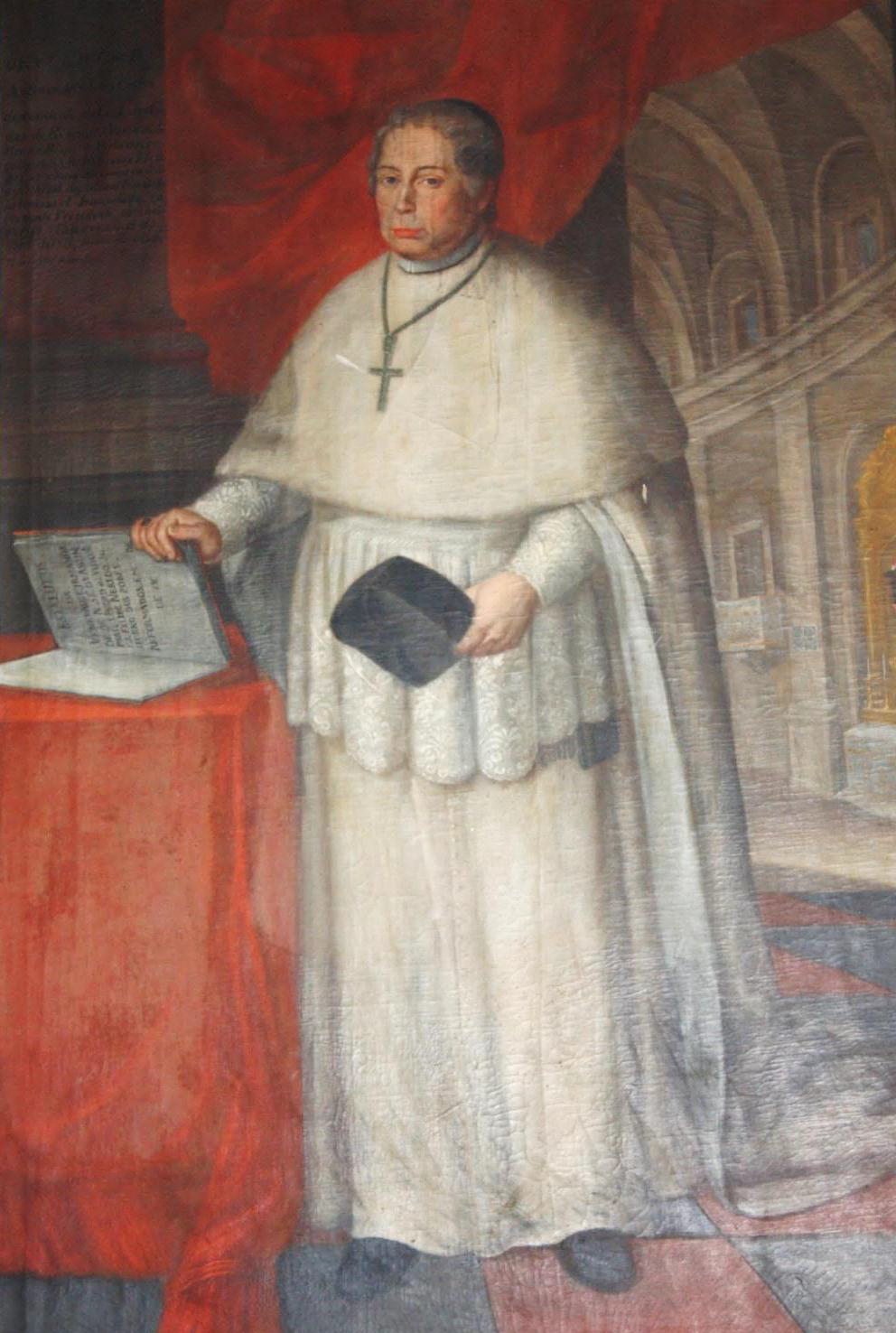
António de São José de Castro (Irmandade dos Clérigos do Porto).

D. António de São José de Castro, O.Cart. (Lisboa, Junho de 1741 — Lisboa, 12 de Abril de 1814), também frequentemente referido apenas como António José de Castro, foi um frade cartuxo que viria a ser, sucessivamente, Bispo do Porto, patriarca indigitado de Lisboa e governador do Reino de Portugal durante a ausência da Corte no Brasil.

## Biografia
Era filho de D. António José de Castro, 1.º Conde de Resende, e de D. Teresa Xavier da Cunha e Távora.
Ordenado a 3 de Dezembro de 1775, foi nomeado bispo da Diocese do Porto a 13 de Novembro de 1798, cargo que mantinha quando faleceu. Foi sócio da Academia Real das Ciências de Lisboa, eleito em 30 de Novembro de 1809.
Teve um papel liderante no levantamento do Porto e do norte de Portugal contra os Franceses em 1808 e na resistência da cidade do Porto às tropas francesas, tendo chegado a liderar a Junta que se constituiu na segunda cidade do país contra a ocupação francesa. Foi, contudo,  obrigado a fugir da cidade em 1809, aquando da entrada naquela cidade das forças comandadas pelo general Jean-Andoche Junot.
Em 1809 aparece designado como Patriarca de Lisboa e um dos governadores do Reino de Portugal durante a ausência da Rainha e do Príncipe Regente no Brasil (como se depreende de um decreto do príncipe-regente D. João datado de 2 de Janeiro de 1809,  posição para a qual teria sido eleito pelo cabido após a morte do seu antecessor, D. José de Mendonça, falecido em 11 de Fevereiro de 1808.
Dada a situação de convulsão do reino e da Europa em geral, D. António nunca viria a receber a confirmação da sua eleição como Patriarca, nem a dignidade cardinalícia, por parte da Santa Sé; exercia, contudo, o seu múnus pastoral no Patriarcado, em acumulação com o bispado do Porto, por altura da sua morte, como notícia o Correio Braziliense, ao escrever que havia falecido no Palácio da Mitra, em Marvila, nos arredores de Lisboa, tendo sido sepultado na igreja da Cartuxa de Laveiras, em Caxias.